# Єйське Укріплення
Єйське Укріплення — село в Щербинівському районі Краснодарського краю, утворює Єйськоукріпленське сільське поселення.
Населення близько двох тисяч мешканців.

## Географія
Село розташовано на північно-східному березі Єйського лиману, при впадінні в нього Єї, за 10 км північніше районного центру станиці Старощербинівська, у степовій зоні. Сучасне місто Єйськ лежить на протилежному березі лиману, за 25 км на захід.

## Історія
Укріплення Єйске містечко (відомо також як Шагин-Гірайське містечко, Єйський редут, Єйська крепость, Шагингіраївський базар) засновано в 1775 році, — це найстаріше російське поселення південного Приазов'я. Воно було засновано як ставка підтримуваного Росією претендента на кримський престол Шахин Гірая. Населення становили ногайці, кримські татари, вірмени, російський гарнізон. Укріплення використовувалося як зимівля для гарнізонів створених під керівництвом Суворова редутів по річці Кубань.
1792 року в Єйське укріплення прибули три полки кінноти і два полки піхоти Чорноморського козацького війська під керівництвом отамана Захарія Чепіги (друга частина чорноморців висадилася в районі Тамані), потім розселившихся південніше по Кубано-Приазовський низовині, поклавши початок слов'янській колонізації регіону.
За даними на 1859 рік в укріпленні 4-го стану Ростовського повіту Катеринославської губернії налічувалось 254 дворових господарств, у яких мешкало 1531 особа (759 чоловічої статі та 772 — жіночої), існувала православна церква та поштова станція.
Станом на 1886 рік у міщанському містечку Глафірівської волості існували православна церква, 2 школи, міщанська управа, поштова станція, 6 лавок.
За переписом 1897 року кількість мешканців зросла до 3598 осіб (1793 чоловічої статі та 1805 — жіночої), з яких 3548 — православної віри.
До 1920 року, село Єйське Укріплення, як і все правобережжя Єї, входило в Ростовський округ Області Війська Донского.

## Видатні уродженці
- Ампілогова Ніна Андріївна — Герой Соціалістичної Праці.